# La Catrina Cantina
La Catrina Cantina es un bar gay y un lugar de entretenimiento ubicado en la Zona Romántica en Puerto Vallarta, en el estado mexicano de Jalisco. Juan Alvarado inauguró el recinto en mayo de 2020.

## Descripción
La Catrina Cantina es un bar gay y lugar de entretenimiento ubicado en la calle Lázaro Cárdenas en la Zona Romántica de Puerto Vallarta. Out and About Puerto Vallarta describe el negocio como un "cabaret mexicano que exhibe artistas locales y música en español, incluidos cantantes, bailarines y drag queens ". Los géneros musicales van desde mariachi, ranchera, cumbia, salsa, hasta música folclórica mexicana.”  El lugar también ha albergado comediantes y karaoke . Para Halloween, La Catrina Cantina ha realizado concursos de disfraces tanto de personas como de mascotas, así como una fiesta temática del Moulin Rouge .

## Historia
Juan Alvarado estableció La Catrina Cantina en mayo de 2020, durante la pandemia de COVID-19. Desde febrero de 2023, el bar alberga aproximadamente a 20 artistas que actúan regularmente. El lugar también ha recibido a un miembro del grupo de música estadounidense The Platters, según David Landis del San Francisco Bay Times .